# Paolo Giobbe
Paolo Giobbe (Roma, 10 de enero de 1880 – Roma, 14 de agosto de 1972) fue un cardenal italiano de la Iglesia católica, nombrado por el papa Juan XXIII.

## Biografía
Nació en Roma el 10 de enero de 1880.
Desarrolló su carrera en la diplomacia vaticana: de 1935 a 1958 fue internuncio en La Haya.
El Papa Juan XXIII lo elevó al rango de cardenal en el consistorio del 15 de diciembre de 1958.
Fue cardinalis patronus de la Soberana Orden Militar de Malta.
Participó en el Concilio Vaticano II y fue vicepresidente de la Comisión litúrgica.
Murió el 14 de agosto de 1972 a la edad de 92 años.